# Anna Walerjewna Tscholowjaga
Anna Walerjewna Tscholowjaga (russisch Анна Валерьевна Чоловяга, wiss. Transliteration Anna Valer'evna Čolovjaga, * 8. Mai 1992 in Kowdor) ist eine ehemalige russische Fußballspielerin. Sie stand zuletzt bei FK Rossijanka unter Vertrag und spielte von 2010 bis 2018 für die russische Nationalmannschaft.

## Karriere

### Vereine
Anna Tscholowjaga begann ihre Karriere 2009 bei UOR-Swesda. 2010 wechselte sie zu FK Rossijanka. Anfang 2017 spielte sie zwischenzeitlich für ZSKA Moskau, ehe sie ihre Karriere Ende 2017 bei FK Rossijanka beendete.

### Nationalmannschaft
Tscholowjaga spielte zunächst für die russische U-17-Mannschaft und U-19-Mannschaft. Mit der U-19-Mannschaft nahm sie an der U-19-Fußball-Europameisterschaft der Frauen 2011 teil. Bei einem inoffiziellen Freundschaftsspiel gegen die Ukraine am 24. Oktober 2010 kam sie erstmals für die A-Nationalmannschaft zum Einsatz. Für die Nationalmannschaft spielte sie beim Algarve-Cup 2016 und im Rahmen der Qualifikation zur Fußball-Europameisterschaft 2017. Bei der Fußball-Europameisterschaft der Frauen 2017 spielte sie in allen drei Gruppenspielen von Beginn an.

## Privates
Anna Tscholowjaga ist mit dem Fußballspieler Kirill Anatoljewitsch Saika verheiratet.